# Грамайс
Грамайс (нем. Gramais) — коммуна в Австрии, в федеральной земле Тироль.
Входит в состав округа Ройтте. Площадь общины составляет 32,44 км², население — 41 человек (1 января 2021), плотность населения — 1 чел./км².

## География
Грамайс является самым маленьким муниципалитетом в Австрии. Муниципалитет состоит из двух районов — деревни Грамайс и деревни Рифен.

## История
Впервые Грамайс был упомянут в 1427 году. Топоним Грамайс в переводе с латыни означает «травянистая местность».
В 1837 году в местности проживало 121 человек. Грамайс до 1938 года входил в состав округа Имст, а до 1947 года — в состав судебного округа Имст.

## Население
| Год  | Численность |
| ---- | ----------- |
| 1869 | 91          |
| 1889 | 90          |
| 1890 | 89          |
| 1900 | 75          |
| 1910 | 58          |
| 1923 | 64          |
| 1934 | 73          |
| 1939 | 70          |
| 1951 | 81          |
| 1961 | 69          |
| 1971 | 63          |
| 1981 | 55          |
| 1991 | 50          |
| 2001 | 60          |
| 2011 | 53          |
| 2021 | 41          |

## Политическая ситуация
Бургомистр коммуны — Михель Фассер.